# 60Y busz (Pécs)
A pécsi 60Y jelzésű autóbuszjárat a Meszes déli csücskében található Budai Állomás, Kertváros és Megyer kapcsolatát látja el, a 60-as és 60A járattal kiegészülve.

## Története
Az első 60Y járat 2014. február 1-jén közlekedett, majd megszűnt. 2017. szeptember 1-jén újraindították Újhegy és a Kertváros között.

## Megállóhelyei
| 60Y (Budai Állomás → Kertváros → Árkád → Budai Állomás → Újhegy → Budai Állomás) |                          | |               |
| Perc (↓)                                                                         | Megállóhely              | Megállóhelyet érintő járatok | Létesítmények |
| 0                                                                                | Budai Állomás végállomás | 2, 2A, 2E, 4, 4Y, 12, 13, 13E, 13Y, 14, 14Y, 15, 15A, 16, 25, 26, 26A, 30Y, 60, 60A, 60Y, 102, 102Y, 104, 104A, 104E, 104Y · Helyközi autóbuszok                                                                                                |               |
| 1                                                                                | Budai Állomás            | 2, 2A, 2E, 4, 4Y, 12, 13, 13E, 13Y, 14, 14Y, 15, 15A, 16, 25, 26, 26A, 30Y, 60, 60A, 60Y, 102, 102Y, 104, 104A, 104E, 104Y · Helyközi autóbuszok                                                                                                |               |
| 3                                                                                | Gyárvárosi templom       | 2, 2A, 4, 4Y, 13, 13E, 13Y, 14, 14Y, 15, 15A, 25, 26, 26A, 30Y, 60, 60A, 60Y, 102, 102Y, 104, 104A, 104E, 104Y |               |
| 5                                                                                | Mohácsi út               | 2, 2A, 4, 4Y, 13, 13E, 13Y, 14, 14Y, 15, 15A, 20, 21, 21A, 25, 26, 30Y, 60, 60A, 60Y, 102, 102Y, 104, 104A, 104E, 104Y, 121 · Helyközi autóbuszok                                                                                               |               |
| 6                                                                                | Zsolnay Negyed           | 2, 2A, 4, 4Y, 13, 13E, 13Y, 14, 14Y, 15, 15A, 20, 21, 21A, 30Y, 60, 60A, 60Y, 102, 102Y, 104, 104A, 104E, 104Y, 121 |               |
| 8                                                                                | 48-as tér                | 2, 2A, 2E, 4, 4Y, 13, 13E, 13Y, 14, 14Y, 15, 15A, 20, 21, 21A, 30Y, 60, 60A, 60Y, 102, 102Y, 104, 104A, 104E, 104Y, 121 · Helyközi autóbuszok · Pécs-Külváros                                                                                   |               |
| 10                                                                               | Rákóczi út               | 20, 21, 21A, 22, 23, 23Y, 24, 25, 26, 27, 27Y, 28, 28Y, 29, 33, 38, 38Y, 39, 40, 44, 60, 60A, 60Y, 121, 140 |               |
| 11                                                                               | Autóbusz-állomás         | 3, 3E, 6, 6E, 7, 7Y, 8, 20, 21, 21A, 22, 23, 23Y, 24, 41, 41E, 41Y, 42, 42Y, 43, 60, 60A, 60Y, 73, 73Y, 103, 107E, 109E, 121, 130, 130A · Helyközi és távolsági autóbuszok                                                                      |               |
| 13                                                                               | Bőrgyár                  | 3, 6, 7, 7Y, 8, 22, 23, 23Y, 24, 33, 41, 41Y, 42, 42Y, 43, 60, 60A, 60Y, 73, 73Y, 103, 130, 130A · Helyközi autóbuszok |               |
| 15                                                                               | Szövetség utca           | 3, 3E, 33, 60, 60A, 60Y, 103 |               |
| 16                                                                               | Árnyas út                | 3, 3E, 22, 23, 23Y, 24, 33, 60, 60A, 60Y, 103 |               |
| 17                                                                               | Enyezd utca              | 22, 23, 23Y, 24, 33, 60, 60A, 60Y |               |
| 19                                                                               | Aidinger János út        | 1, 7, 7Y, 22, 23, 23Y, 24, 55, 60, 60A, 60Y, 73, 73Y, 107E, 109E, 142 |               |
| 21                                                                               | Sztárai Mihály út        | 1, 7, 7Y, 22, 23, 23Y, 24, 55, 60, 60A, 60Y, 73, 73Y, 107E, 109E, 142 |               |
| 22                                                                               | Csontváry utca           | 1, 3, 3E, 6, 6E, 7, 7Y, 22, 23, 23Y, 24, 55, 60, 60A, 60Y, 61, 62, 73, 73Y, 103, 107E, 109E, 121, 130, 130A, 142 |               |
| 23                                                                               | Várkonyi Nándor utca     | 1, 3, 3E, 6, 6E, 8, 33, 55, 60, 60A, 60Y, 103, 121, 130, 130A · Helyközi autóbuszok |               |
| 24                                                                               | Lahti utca               | 1, 3, 3E, 6, 6E, 8, 33, 55, 60, 60A, 60Y, 103, 121, 130, 130A · Helyközi autóbuszok |               |
| 26                                                                               | Krisztina tér            | 1, 6, 6E, 8, 33, 55, 60, 60A, 60Y, 121, 130, 130A · Helyközi autóbuszok |               |
| 28                                                                               | Enyezd utca              | 22, 23, 23Y, 24, 33, 60, 60A, 60Y |               |
| 29                                                                               | Árnyas út                | 3, 3E, 22, 23, 23Y, 24, 33, 60, 60A, 60Y, 103 |               |
| 30                                                                               | Szövetség utca           | 3, 3E, 33, 60, 60A, 60Y, 103 |               |
| 32                                                                               | Bőrgyár                  | 3, 6, 7, 7Y, 8, 22, 23, 23Y, 24, 33, 41, 41Y, 42, 42Y, 43, 60, 60A, 60Y, 73, 73Y, 103, 130, 130A · Helyközi autóbuszok |               |
| 34                                                                               | Ipar utca                | 3, 6, 8, 33, 60, 60Y, 103, 109E, 130, 130A |               |
| 35                                                                               | Vásárcsarnok             | 4, 4Y, 13, 13E, 13Y, 15, 15A, 30, 31, 32, 32Y, 33, 34Y, 35Y, 44, 46, 60, 60Y, 103, 104, 104A, 104E, 104Y, 109E, 130, 130A |               |
| 38                                                                               | Árkád                    | 2, 2A, 2E, 3, 3E, 4, 4Y, 6, 6E, 7, 7Y, 8, 13, 13E, 13Y, 14, 14Y, 15, 15A, 22, 23, 23Y, 24, 25, 26, 26A, 27, 27Y, 28, 28A, 28Y, 29, 30, 33, 38, 38Y, 39, 40, 60, 60Y, 73, 73Y, 102, 102Y, 103, 104, 104A, 104E, 104Y, 107E, 109E, 130, 130A, 140 |               |
| 40                                                                               | Rákóczi út               | 20, 21, 21A, 22, 23, 23Y, 24, 25, 26, 27, 27Y, 28, 28Y, 29, 33, 38, 38Y, 39, 40, 44, 60, 60A, 60Y, 121, 140 |               |
| 41                                                                               | 48-as tér                | 2, 2A, 2E, 4, 4Y, 13, 13E, 13Y, 14, 14Y, 15, 15A, 20, 21, 21A, 30Y, 60, 60A, 60Y, 102, 102Y, 104, 104A, 104E, 104Y, 121 · Helyközi autóbuszok · Pécs-Külváros                                                                                   |               |
| 43                                                                               | Zsolnay Negyed           | 2, 2A, 4, 4Y, 13, 13E, 13Y, 14, 14Y, 15, 15A, 20, 21, 21A, 30Y, 60, 60A, 60Y, 102, 102Y, 104, 104A, 104E, 104Y, 121 |               |
| 45                                                                               | Mohácsi út               | 2, 2A, 4, 4Y, 13, 13E, 13Y, 14, 14Y, 15, 15A, 20, 21, 21A, 25, 26, 30Y, 60, 60A, 60Y, 102, 102Y, 104, 104A, 104E, 104Y, 121 · Helyközi autóbuszok                                                                                               |               |
| 46                                                                               | Gyárvárosi templom       | 2, 2A, 4, 4Y, 13, 13E, 13Y, 14, 14Y, 15, 15A, 25, 26, 26A, 30Y, 60, 60A, 60Y, 102, 102Y, 104, 104A, 104E, 104Y |               |
| 48                                                                               | Budai Állomás            | 2, 2A, 2E, 4, 4Y, 12, 13, 13E, 13Y, 14, 14Y, 15, 15A, 16, 25, 26, 26A, 30Y, 60, 60A, 60Y, 102, 102Y, 104, 104A, 104E, 104Y · Helyközi autóbuszok                                                                                                |               |
| 50                                                                               | Palahegyi út             | 4Y, 30Y, 60, 60Y |               |
| 52                                                                               | Koksz utca               | 4Y, 30Y, 60, 60Y |               |
| 53                                                                               | Arasz utca               | 4Y, 30Y, 60, 60Y |               |
| 54                                                                               | ABC áruház               | 4Y, 30Y, 60, 60Y |               |
| 55                                                                               | Kozári utca              | 4Y, 30Y, 60, 60Y |               |
| 56                                                                               | Kakukk utca              | 4Y, 30Y, 60, 60Y |               |
| 58                                                                               | Újhegy                   | 4Y, 30Y, 60, 60Y |               |
| 59                                                                               | Kakukk utca              | 4Y, 30Y, 60, 60Y |               |
| 60                                                                               | Róka utca                | 60Y |               |
| 63                                                                               | Budai Állomás végállomás | 2, 2A, 2E, 4, 4Y, 12, 13, 13E, 13Y, 14, 14Y, 15, 15A, 16, 25, 26, 26A, 30Y, 60, 60A, 60Y, 102, 102Y, 104, 104A, 104E, 104Y · Helyközi autóbuszok                                                                                                |               |